# Jiulongpo
Jiulongpo (kinesiska: 九龙坡区, 九龙坡) är ett inre stadsdistrikt i storstadsområdet Chongqing i sydvästra Kina.

## Administrativ indelning
Distriktet är indelat i nio stadsdelsdistrikt och tio köpingar. 
Stadsdelsdistrikt (jiedao):

- Erlang (二郎街道)
- Huangjueping (黄桷坪街道)
- Jiulong (九龙街道)
- Shipingqiao (石坪桥街道)
- Shiqiaopu (石桥铺街道)
- Xiejiawan (谢家湾街道)
- Yangjiaping (杨家坪街道)
- Yuzhoulu (渝州路街道)
- Zhongliangshan (中梁山街道)

Köpingar (zhen):

- Bafu (巴福镇)
- Baishiyi (白市驿镇)
- Hangu (含谷镇)
- Huayan (华岩镇)
- Jinfeng (金凤镇)
- Shiban (石板镇)
- Taojia (陶家镇)
- Tongguanyi (铜罐驿镇)
- Xipeng (西彭镇)
- Zouma (走马镇)